# Görcsönydoboka
Görcsönydoboka là một thị trấn thuộc hạt Baranya, Hungary. Thị trấn này có diện tích 9,51 km², dân số năm 2010 là 407 người, mật độ 43 người/km².